# Pentheochlora uniformis
Pentheochlora uniformis är en fjärilsart som beskrevs av George Francis Hampson 1895. Pentheochlora uniformis ingår i släktet Pentheochlora och familjen mätare. Inga underarter finns listade i Catalogue of Life.